# Psaliodes
Psaliodes es un género de polillas geométridos de tamaño pequeño perteneciente a la familia Geometridae. El género fue descrito por Achille Guenée en 1857. El género se distribuye en el Neotrópico con 140 especies descritas, la mayoría de las cuales se encuentran en hábitats montanos. Tienen una envergadura típicamente alrededor de 20 milímetros (0,8 plg)

## Hábitat
Las orugas de Psaliodes son alimentadores especializados en muchas familias de helechos, lo cual es una asociación trófica muy infrecuente dentro de los geométridos y poco común también entre todos los Lepidoptera. Su elección de planta huésped larvaria parece ilimitada: todas las especies con asociaciones de huéspedes conocidas se alimentan de más de una familia de helechos.

## Especies
- Psaliodes albifascia Dognin, 1911
- Psaliodes albifulva Warren, 1909
- Psaliodes albistriga Warren, 1904
- Psaliodes aliena Dognin, 1911
- Psaliodes analiplaga Warren, 1904
- Psaliodes angustata Bastelberger, 1907
- Psaliodes annuligera Dognin, 1911
- Psaliodes antesignata L. B. Prout, 1934
- Psaliodes aparallela L. B. Prout, 1934
- Psaliodes apicenotata Dognin, 1910
- Psaliodes apostata Dognin, 1911
- Psaliodes aquila Dognin, 1911
- Psaliodes aurativena Warren, 1904
- Psaliodes bella Jones, 1921
- Psaliodes bicolor L. B. Prout, 1910
- Psaliodes biconalis Walker, 1859
- Psaliodes bifurcata Bastelberger, 1907
- Psaliodes bilineata Dognin, 1913
- Psaliodes bistrigata Dognin, 1906
- Psaliodes brachiata Warren, 1905
- Psaliodes castanea Warren, 1904
- Psaliodes catenifera Warren, 1907
- Psaliodes cedaza Dognin, 1899
- Psaliodes choma H. Druce, 1893
- Psaliodes cidariata Maassen, 1890
- Psaliodes citrinata Warren, 1904
- Psaliodes clathrata Warren, 1904
- Psaliodes claudiaria Schaus, 1912
- Psaliodes coacta Dognin, 1911
- Psaliodes completa Warren, 1904
- Psaliodes composita Dognin, 1911
- Psaliodes concinna Bastelberger, 1907
- Psaliodes confusa Warren, 1897
- Psaliodes conimaculata Dognin, 1910
- Psaliodes conspersata Warren, 1904
- Psaliodes crassinota Dognin, 1911
- Psaliodes crispata Schaus, 1912
- Psaliodes cronia H. Druce, 1893
- Psaliodes crotona H. Druce, 1893
- Psaliodes cupreipennis Dognin, 1914
- Psaliodes cydna H. Druce, 1893
- Psaliodes cynthia H. Druce, 1893
- Psaliodes daedala H. Druce, 1893
- Psaliodes damia H. Druce, 1893
- Psaliodes damophila H. Druce, 1893
- Psaliodes demasaria Schaus, 1912
- Psaliodes detractata Walker, 1862
- Psaliodes disrupta Dognin, 1913
- Psaliodes duplicilinea Warren, 1907
- Psaliodes electa Schaus, 1912
- Psaliodes endotrichiata Snellen, 1874
- Psaliodes euplaneta Dyar, 1916
- Psaliodes exilis Warren, 1907
- Psaliodes exuberans Dognin, 1911
- Psaliodes fervescens Dyar, 1920
- Psaliodes flavagata Guenée, [1858]
- Psaliodes flavivena Dognin, 1903
- Psaliodes fractifascia Dognin, 1903
- Psaliodes fractilinea Warren, 1904
- Psaliodes fulva Warren, 1905
- Psaliodes fuscata Warren, 1905
- Psaliodes geminisigna Dognin, 1918
- Psaliodes grandis Dognin, 1913
- Psaliodes hieroglyphica Schaus, 1901
- Psaliodes infantula Warren, 1900
- Psaliodes inferna Warren, 1904
- Psaliodes infulata Schaus, 1912
- Psaliodes infuscata Prout
- Psaliodes interrupta Dognin, 1913
- Psaliodes intersecta Dognin, 1911
- Psaliodes interstrata Schaus, 1912
- Psaliodes inundulata Guenée, [1858]
- Psaliodes jabata Dognin, 1899
- Psaliodes laticlara Dognin, 1904
- Psaliodes liebra Dognin, 1899
- Psaliodes lignosata Walker, 1862
- Psaliodes limbata Dognin, 1913
- Psaliodes lisera Dognin, 1899
- Psaliodes lucida Dognin, 1913
- Psaliodes magnipalpata Dognin, 1901
- Psaliodes marmorata Warren, 1905
- Psaliodes miniata Warren, 1904
- Psaliodes monapo Dyar, 1916
- Psaliodes multilinea Schaus, 1901
- Psaliodes myxa Druce, 1899
- Psaliodes nexilinea Warren, 1904
- Psaliodes nictitans Warren, 1904
- Psaliodes nigrifusa Bastelberger, 1907
- Psaliodes nivestrota Warren, 1907
- Psaliodes nodosa Warren, 1904
- Psaliodes nucleata Guenée, [1858]
- Psaliodes ocreata Snellen, 1874
- Psaliodes oleagina Dognin, 1911
- Psaliodes olivaria Warren, 1908
- Psaliodes olivescens Dognin, 1911
- Psaliodes onopria Dyar, 1927
- Psaliodes orozcoa Dyar, 1914
- Psaliodes ossicolor Warren, 1904
- Psaliodes paleata Guenée, [1858]
- Psaliodes pallida Schaus, 1901
- Psaliodes perfuscata Bastelberger, 1907
- Psaliodes pervasata Warren, 1904
- Psaliodes philetus Schaus, 1912
- Psaliodes picta Warren, 1904
- Psaliodes planiplaga Warren, 1904
- Psaliodes plumbescens Warren, 1904
- Psaliodes pomona H. Druce, 1893
- Psaliodes porcia H. Druce, 1893
- Psaliodes posides H. Druce, 1893
- Psaliodes potina H. Druce, 1893
- Psaliodes prionogramma L. B. Prout, 1910
- Psaliodes prunicolor Warren, 1904
- Psaliodes quinquelatera L. B. Prout, 1916
- Psaliodes repertita Dognin, 1913
- Psaliodes rica Dognin, 1899
- Psaliodes saja Dognin, 1893
- Psaliodes samaniegoi Dognin, 1891
- Psaliodes seitzi Bastelberger, 1907
- Psaliodes semirasa Warren, 1904
- Psaliodes semisecta L. B. Prout, 1916
- Psaliodes serratilinea Warren, 1904
- Psaliodes siennata Warren, 1904
- Psaliodes simplex Schaus, 1912
- Psaliodes sordida Warren, 1904
- Psaliodes stimulata Dognin, 1911
- Psaliodes strigosa Warren, 1904
- Psaliodes subfulvescens Warren, 1904
- Psaliodes subocellata Dognin, 1913
- Psaliodes subochreofusa Herbulot, 1988
- Psaliodes sutum Schaus, 1912
- Psaliodes tenuinota Dognin, 1911
- Psaliodes tolimata Dognin, 1913
- Psaliodes torsilinea Dognin, 1914
- Psaliodes trilunata Warren, 1904
- Psaliodes tripartita Warren, 1904
- Psaliodes tripita Dognin, 1895
- Psaliodes variegata Schaus, 1901
- Psaliodes vernifera L. B. Prout, 1929
- Psaliodes vinosata Warren, 1904
- Psaliodes vulpina Warren, 1904